# Juncus trichophyllus
Juncus trichophyllus är en tågväxtart som beskrevs av William Wright Smith. Juncus trichophyllus ingår i släktet tåg, och familjen tågväxter. Inga underarter finns listade i Catalogue of Life.